# Danielle Henderson
Pour les articles homonymes, voir Henderson.
Danielle Henderson (née à Commack, dans l'État de New York le 29 janvier 1977) est une ancienne joueuse de softball américaine. Elle a remporté en 2000 une médaille d'or aux Jeux olympiques de Sydney avec l'équipe américaine de softball. Elle a mis fin à sa carrière de joueuse en 2007 et est actuellement entraîneuse de softball des River Hawks d'UMass-Lowell